# Carl S. English, Jr., Botanical Gardens
El Jardín Botánico Carl S. English, Jr. en inglés: Carl S. English, Jr., Botanical Gardens es un jardín botánico de 7 acres de extensión que se encuentra en Seattle, Washington.

## Localización
Se encuentra en terrenos adyacentes a la esclusa Hiram M. Chittenden Locks terminada en 1917, y que pone en comunicación el « Puget Sound » con el lago Union y el lago Washington
Se encuentra abierto al público desde las 7 a. m. a 9 p. m. sin cargo.

## Historia
Después de que las esclusas Ballard fueran construidas en 1911, el arquitecto paisajista Carl S. English, Jr. perteneciente al United States Army Corps of Engineers transformó el lateral de la construcción en un jardín de estilo paisajista inglés. Durante 43 años supervisó las plantaciones y el cuidado del jardín. 
Este jardín botánico es un tributo a la dedicación del horticultor Carl S. English, Jr. Su visión y maestría como horticultor y botánico transformaron los terrenos de una extensión estéril, cubierta de grava del emplazamiento de la obra, en un jardín paisajista inglés. Carl se retiró en 1974 como uno de los principales horticultores de la costa oeste. Los reconociemientos científicos le acreditan con el descubrimiento y el nombramiento de tres plantas raras, Talinum okanoganense (« fameflower »), Lewisia rupicola (« bitter root »), y Claytonia nivalis (« spring beauty »).

## Colecciones
El jardín botánico alberga más de 500 especies y 1.500 variedades de plantas procedentes de todo el mundo, incluyendo palmas abanicos, robles, pinos mexicanos, colección de rhododendron, y rosaleda. 